# Byzantium
Byzantium es una película irlandesa de terror y fantasía de 2012 dirigida por Neil Jordan y protagonizada por Gemma Arterton, Saoirse Ronan, Sam Riley y Jonny Lee Miller. Narra la historia de dos vampiresas que se refugian en un deteriorado hotel tras ser perseguidas por otros vampiros. Fue estrenada en el Instituto Irlandés de Cine en abril de 2013 y publicada comercialmente un mes después. En general ha recibido reseñas positivas de parte de la crítica especializada.

## Sinopsis
Eleanor y Clara son dos mujeres vampiro que llegan a una pequeña ciudad en la costa. Al verse sin dinero y sin refugio, Clara empieza a trabajar como prostituta. Un hombre tímido y solitario llamado Noel, conmovido por la precaria situación de las mujeres, les ofrece refugio en su deteriorado hotel.

## Argumento
En 2010, un anciano, Robert Fowlds, recoge una nota descartada que dejó caer la vampira adolescente Eleanor Webb, quien se dedicó a escribir la historia de su vida y luego a tirar las páginas individuales al viento. Al darse cuenta de lo que es, el anciano invita a Eleanor a su casa y le dice que está listo para morir. Eleanor procede a matarlo y consumir su sangre. Por otra parte, la madre de Eleanor, Clara, es expulsada del club de baile erótico donde trabajaba. Werner, un miembro de los vampíricos Brethren, exige saber dónde está Eleanor y la captura después de una larga persecución. Clara decapita a Werner, quema su cuerpo y abandona la ciudad con su hija.
Eleanor y Clara buscan refugio en un ruinoso centro turístico costero. Allí, Clara pone su mirada en un alma solitaria llamado Noel, que acaba de heredar el Hotel Byzantium, un negocio que alguna vez fue próspero y que ahora está en mal estado. Eleanor toca el piano en un restaurante y se le acerca un joven camarero llamado Frank, a quien le gusta. Después de seducir a Noel, Clara convierte el Byzantium en un burdel improvisado y Eleanor se une a la universidad local a la que también asiste Frank. Interesado en su pasado, Frank interroga a Eleanor, quien escribe su historia para que él la lea. Sin creerlo del todo, se lo muestra a su maestro, Kevin.
La historia, revelada en una serie de flashbacks a lo largo de la película, comienza durante las Guerras Napoleónicas, cuando una joven Clara se encuentra con dos oficiales de la Marina Real, el Capitán Ruthven y el Guardiamarina Darvell. Para consternación de Darvell, Clara se va con Ruthven, quien la obliga a prostituirse después de violarla. Cuando Eleanor nace en 1804, Clara la deja en un orfanato privado. Años más tarde, Clara se está muriendo de lo que parece ser tuberculosis cuando Darvell, que se ha convertido en vampiro, visita el burdel. El le da a Ruthven un mapa de una isla donde las personas pueden convertirse en vampiros si están dispuestas a morir. Clara le dispara a Ruthven en la pierna, roba el mapa y se dirige a la isla para convertirse en vampiro. Darvell encuentra a Clara y la lleva a los Brethren, una sociedad secreta de vampiros que protege el secreto del vampirismo.
Como sus miembros han sido tradicionalmente nobles varones, están consternados de que una prostituta de baja cuna se haya unido a sus filas, pero deciden perdonarle la vida, advirtiéndole que debe cumplir con su código pero que no puede desempeñar ningún papel en su Hermandad. Clara, sola y desesperada tras su destierro, visita en secreto a Eleanor por la noche. Poco después, la decisión de Clara de perdonar a Ruthven vuelve en su contra, cuando el vengativo Capitán, afectado por la sífilis, aparece en el orfanato de Eleanor y la arrastra al sótano para violarla. Clara lo asesina brutalmente pero ya es demasiado tarde; Eleanor está condenada a una muerte lenta y dolorosa. Desesperada por salvar la vida de su hija, Clara lleva a Eleanor a la isla y la transforma en vampiro, violando el código de los Brethren. Los Brethren comienzan a cazar a Clara y Eleanor.
En el siglo XXI, Eleanor se enamora de Frank y decide ayudarlo a convertirse en vampiro para que puedan estar juntos, ya que él está muriendo de leucemia. Antes de matarlo, Clara descubre por Kevin que Eleanor le ha contado a Frank sobre su pasado. Noel muere accidentalmente al caer por el hueco del ascensor, cuando Clara intenta evitar que Eleanor salga del hotel y logra atraparla en el ascensor. Mientras Clara está lidiando con Frank, Darvell y Savella, el líder de los Brethren, haciéndose pasar por policía, descubre por el colega de Kevin, Morag, dónde está Clara y va a matarla. Clara se va sin matar a Frank cuando se da cuenta de que Eleanor está en peligro de muerte.
Los Brethren secuestran a Eleanor y la llevan a un recinto ferial abandonado para destruirla, solo para ser detenidos por Clara. Después de matar a Morag, Savella lucha contra Clara y finalmente la somete. Savella le entrega a Darvell su espada, que tomó del Byzantium durante las Cruzadas, para que pueda matar a Clara. Darvell, que siempre ha sentido algo por Clara, mata a Savella. Volviendo a huir, Clara se va con Darvell mientras Eleanor lleva a un Frank debilitado a la isla para que pueda convertirse en vampiro.

## Reparto
- Saoirse Ronan es Eleanor Webb.
- Gemma Arterton es Clara Webb.
- Sam Riley es Darvell.
- Jonny Lee Miller es Ruthven.
- Daniel Mays es Noel.
- Caleb Landry Jones es Frank.
- Tom Hollander es Kevin.
- Maria Doyle Kennedy es Morag.
- Warren Brown es Gareth.
- Thure Lindhardt es Werner.
- Uri Gavriel es Savella.
- Kate Ashfield es Gabi.
- Barry Cassin es Robert Fowlds.